# Вооружённые силы Греции

Воинское знамя греческой армии.

Вооружённые силы Греции (греч. Ελληνικές Ένοπλες Δυνάμεις) — совокупность органов, войск и сил Греческой Республики, предназначенная для защиты свободы, независимости и территориальной целостности государства.
ВС Греции комплектуются на основании закона о всеобщей воинской обязанности. Высшим оперативным органом управления Греческих ВС является Генеральный штаб национальной обороны Греции (Γενικό Επιτελείο Εθνικής Άμυνας, ΓΕΕΘΑ).

## Состав
В состав вооружённых сил входят:
- Генеральный штаб национальной обороны Греции.
- три вида сил:
  -  Сухопутные войска Греции (Ελληνικός Στρατός)
  -  Военно-морские силы Греции (Ελληνικό Πολεμικό Ναυτικό)
  -  Военно-воздушные силы Греции (Ελληνική Πολεμική Αεροπορία)

## История
Создание подразделений регулярной армии на основе партизанских отрядов и ополчения началось в 1820-е годы в ходе войны за освобождение.

### XX век
После создания весной 1912 года Балканского союза, греческие войска участвовали в первой Балканской войне против Османской империи. Во второй Балканской войне летом 1913 года греческие войска воевали против Болгарии. После начала первой мировой войны Греция объявила о своём нейтралитете, однако в октябре 1914 года, воспользовавшись ситуацией на Балканах, греческие войска заняли Северный Эпир. 30 июня 1917 года Греция объявила войну Центральным державам и вступила в войну на стороне стран Антанты. После начала гражданской войны в России, греческие войска в составе войск Антанты приняли участие в военной интервенции против Советской России.
В 1919 году, с санкции союзников по Антанте, вооружённые силы Греции заняли город Смирну, а затем начали более широкое наступление на территории Турции, закончившееся поражением греческих войск.

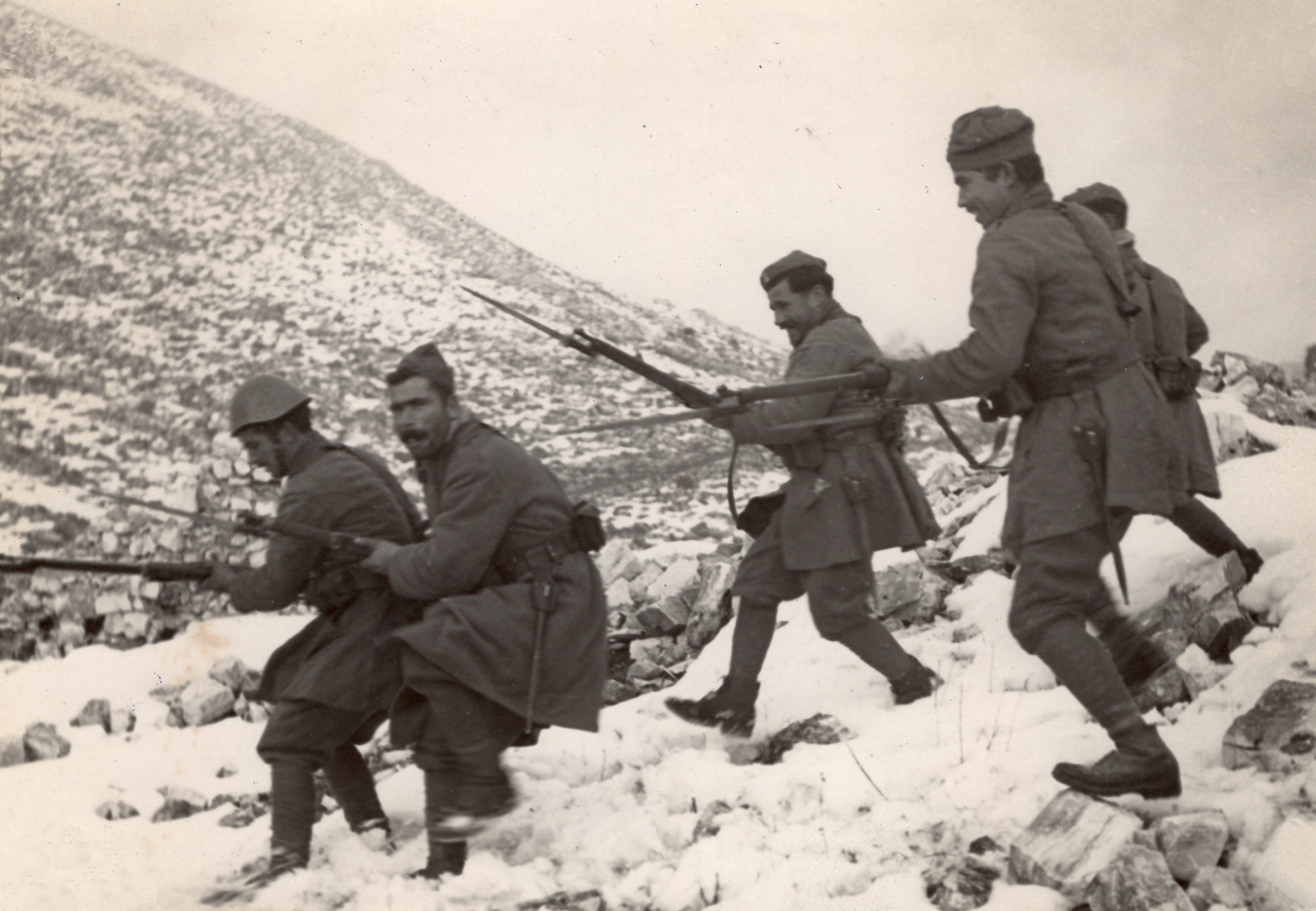
Эвзоны в итало-греческой войне, зима 1940/41 годов.

В октябре 1925 года в районе города Петрич на линии болгаро-греческой границы имел место пограничный конфликт: после того, как 19 октября 1925 года болгарский пограничник застрелил греческого пограничника, правительство Греции направило ультиматум правительству Болгарии, а 22 октября 1925 года части VІ греческой дивизии без объявления войны пересекли границу и заняли десять сёл на территории Болгарии (Кулата, Чучулигово, Марино поле, Марикостиново, Долно Спанчево, Ново Ходжово, Пиперица и Лехово). Болгария заявила протест, на левом берегу реки Струма болгарские пограничники при содействии добровольцев из местного населения оборудовали оборонительные позиции и воспрепятствовали дальнейшему продвижению греческих войск, началось выдвижение к границе частей 7-й болгарской пехотной дивизии. 29 октября 1925 года греческие войска отступили с занятой территории Болгарии.
В 1936 году началось строительство укреплённой «линии Метаксаса».
После капитуляции Франции летом 1940 года военно-политическая обстановка в Средиземноморье и на Балканах осложнилась. После нескольких инцидентов с обстрелами греческих кораблей и потопления 15 августа 1940 года греческого крейсера «Элли» на рейде острова Тинос итальянской подводной лодкой «Delfino», правительство Греции объявило мобилизацию. 28 октября 1940 года итальянские войска атаковали Грецию, однако в ходе боевых действий понесли потери и потерпели поражение. Греческая армия сумела занять плацдарм на территории оккупированной итальянцами Албании, однако весной 1941 года на помощь Италии пришли немецкие войска.
В ходе нового итало-немецкого наступления в апреле 1941 года греческая армия была разбита, а материковая Греция — оккупирована. Тем не менее, военнослужащие греческой армии продолжили сопротивление — в мае 1941 года они участвовали в обороне острова Крит. Кроме того, на территории Греции началась партизанская война, в которой принимали участие военнослужащие греческой армии. Также из греческих военнослужащих, сумевших выбраться из страны, и представителей греческой диаспоры были сформированы греческие вооружённые силы на Ближнем Востоке, которые вместе с британской армией сражались в Северной Африке и  в Италии.
В 1952 году Греция вступила в блок НАТО, в 1953 году правительство Греции разрешило размещение на территории страны военных баз США и НАТО. С 1956 года вооружённые силы Греции участвуют в деятельности «Межсоюзной конфедерации офицеров резерва» (CIOR), которая является ассоциированной организацией при НАТО.
После провозглашения независимости Республики Кипр 16 августа 1960 года Греция (вместе с Великобританией и Турцией) стала одной из трёх «стран-гарантов суверенитета Республики Кипр», и на Кипре был развёрнут контингент греческих войск.
В 1967 году вооружённые силы участвовали в военном перевороте.
В ноябре 1973 года вооружённые силы участвовали в военном перевороте, в результате которого к власти пришёл генерал Гизикис.
После начала миротворческой операции ООН в Сомали, Греция отправила в состав миротворческих сил сводное армейское подразделение (прибывшее в страну в марте 1993 года, действовавшее в составе французского контингента UNOSOM и покинувшее Сомали 4 марта 1993 года). В ходе боевых действий погиб один военнослужащий Греции.

### XXI век
С февраля 2002 года до 4 июля 2021 года греческие военнослужащие принимали ограниченное участие в войне в Афганистане.
Кроме того, Греция принимает ограниченное участие в миротворческих операциях ООН. Потери Греции за всё время участия в миротворческих операциях ООН составили три человека погибшими.

## Современное состояние
Национальная военная стратегия Греции на 2014 год определяет основные оборонные задачи как обеспечение суверенитета и территориальная целостность. Предусматривается также поддержка Кипра в случае возникновения конфликта. В документе «Структура вооружённых сил 2013-27» изложен план по увеличению численности вооружённых сил и превращение их в гибкий, быстро развёртываемый и экономичный инструмент. Греция является членом НАТО и возглавляет боевую группу ЕС (EU battlegroup). В последние годы были подписаны соглашения об оборонном сотрудничестве с Кипром, Буркина-Фасо, Намибией, Суринамом, Египтом и Израилем. В 2018 году начались переговоры об усилении американского присутствия в стране, и подразделения бригад армейской авиации США были развернуты в Греции для обучения. Соглашение о взаимном оборонном сотрудничестве является краеугольным камнем американо-греческого оборонного сотрудничества и предусматривает создание объекта военно-морского обеспечения и аэродрома в бухте Суда на Крите. Вооружённые силы всё ещё включают значительное число призывников, но большинство личного состава теперь являются регулярными военнослужащими, и Афины стремятся перейти к полностью профессиональным силам. Однако финансовые трудности и широко распространенное злоупотребление процессом отсрочки замедлили осуществление планов. Уровень подготовки, как сообщается, является хорошим, и вооружённые силы уделяют особое внимание совместной оперативной подготовке. Развёртывание Греции предполагает ограниченное количество личного состава и сосредоточено на ближнем зарубежье, хотя страна вносит свой вклад в международные операции ЕС, НАТО и ООН. Приоритетными направлениями закупок являются многоцелевые фрегаты и новый боевой самолёт. Греция имеет значительную оборонную промышленность, ориентированную на внутренний рынок, способную производить и развивать военно-морские суда, подсистемы, боеприпасы и стрелковое оружие.

### Общие сведения
| Вооружённые силы Греции                                        | Вооружённые силы Греции |
| -------------------------------------------------------------- | --- |
| Призывной возраст и порядок комплектования                     | На обязательную военную службу в греческие вооружённые силы призываются граждане Греции мужского пола в возрасте 19—45 лет; 17-летние юноши могут поступить на добровольную службу; срок обязательной военной службы в вооружённых силах Греции — 1 год, вне зависимости от вида вооружённых сил; женщины имеют право на добровольную военную службу. |
| Человеческие ресурсы, доступные для военной службы             | Мужчины в возрасте 16—49: 2 535 174; женщины в возрасте 16—49: 2 517 273 (2008 год, оценочно) |
| Человеческие ресурсы, пригодные для военной службы             | Мужчины в возрасте 16—49: 2 067 878; женщины в возрасте 16—49: 2 050 289 (2009 год, оценочно) |
| Человеческие ресурсы, ежегодно достигающие призывного возраста | Мужчины: 53 401; женщины: 50 084 (2009 год, оценочно) |
| Военные расходы — процент от ВВП                               | 4,3 % (2005 год, оценочно) |

### Генеральный штаб
Генеральный штаб национальной обороны Греции осуществляет оперативное командование штабом объединенных вооруженных сил и подразделениями, которые действуют в его подчинении. Он также отвечает за организацию и выполнение операций и учений объединенных вооруженных сил, координацию и осуществление операций во время управления кризисами военного и мирного времени и надзор за операциями греческих вооруженных сил за пределами национальной территории Греции.

### Сухопутные войска
Основными компонентами греческой армии являются 1-я полевая армия и армейские корпуса. В свою очередь, корпуса делятся на дивизии и бригады. Основная задача сухопутных войск — гарантировать территориальную целостность и независимость страны.

### Военно-морской флот
ВМС Греции включают в себя флот боевых кораблей, такие как фрегаты, канонерки, подводные лодки и ракетные корабли, а также нескольких типов вспомогательных судов для поддержки выполнения военно-морских операций. Их задача защищать греческие национальные интересы и гарантировать целостность территориальных вод Греции, материка и островов.

### Военно-воздушные силы
Военно-воздушные силы Греции включают в себя парк самолётов и соответствующую структуру в сочетании с комплексной системой противовоздушной обороны, состоящей из разветвленной сети зенитных вооружений. Структура, находящаяся под контролем Генерального штаба ВВС, включает в себя тактическое командование ВВС, командование поддержки ВВС, учебное командование ВВС и ряд других независимых подразделений и служб обороны. Её основная задача — защищать воздушное пространство Греции и оказывать боевую поддержку греческой армии и греческому флоту.

## Иностранная военная помощь
В ноябре 2014 года США бесплатно передали Греции 460 единиц бронетехники (225 бронетранспортёров M113A2; 128 командно-штабных машин M577A2; 106 противотанковых бронемашин M901A2 с противотанковыми комплексами TOW, а также один 107-мм самоходный миномёт M106)